# Copa da Liga Profissional de Futebol de 2023
A Copa da Liga Profissional de Futebol de 2023 (em espanhol: Copa de la Liga Profesional de Fútbol de AFA 2023), também conhecida como Copa de la Liga Profesional 2023 e oficialmente como Copa Binance 2023, será a quarta edição dessa copa do futebol argentino. O torneio será organizado pela Liga Profissional de Futebol (LPF) da Associação do Futebol Argentino (AFA) e contará com a participação dos 28 clubes da Liga Profissional (primeira divisão argentina) da temporada de 2023. A competição começará em 20 de agosto e terminará em 16 de dezembro.

## Regulamento

### Sistema de disputa
A fase classificatória (ou fase de pontos corridos) da competição será disputada por 28 clubes, divididos em dois grupos: Grupo A e Grupo B. Em cada chave, os clubes se enfrentam apenas uma vez – turno único – totalizando 14 rodadas (13 rodadas dentro do grupo, além de uma rodada extra com um clássico contra um adversário do outro grupo), com os quatro melhores de cada grupo avançando para a fase seguinte ("mata-mata"). A fase final (quartas de final, semifinal e final), será disputada em jogos únicos.

### Critérios de desempate
Caso haja empate de pontos entre dois ou mais clubes, os critérios de desempate serão aplicados na seguinte ordem:
Ao final da fase de grupos
1. Saldo de gols;
2. Gols marcados;
3. Pontos ganhos no confronto direto;
4. Saldo de gols no confronto direto;
5. Gols marcados no confronto direto.

Quartas de final e Semifinal
1. Cobrança de pênaltis.

Final
1. Prorrogação;
2. Cobrança de pênaltis.

### Informações dos clubes
| Equipe             | Cidade                | Província           | Estádio (mando)                     | Capacidade | Títulos (último)  |
| ------------------ | --------------------- | ------------------- | ----------------------------------- | ---------- | ----------------- |
| Argentinos Juniors | Buenos Aires          | Capital Federal     | Diego Armando Maradona              | 24 000     | 0 (nenhum)        |
| Arsenal            | Sarandí               | Buenos Aires        | Julio Humberto Grondona             | 16 000     | 0 (nenhum)        |
| Atlético Tucumán   | San Miguel de Tucumán | Tucumán             | Monumental José Fierro              | 35 200     | 0 (nenhum)        |
| Banfield           | Banfield              | Buenos Aires        | Florencio Sola                      | 34 901     | 0 (nenhum)        |
| Barracas Central   | Buenos Aires          | Capital Federal     | Claudio Chiqui Tapia                | 4 400      | 0 (nenhum)        |
| Belgrano           | Córdoba               | Córdoba             | Gigante de Alberdi                  | 30 500     | 0 (nenhum)        |
| Boca Juniors       | Buenos Aires          | Capital Federal     | Alberto Jacinto Armando             | 49 000     | 2 (atual campeão) |
| Central Córdoba    | Santiago del Estero   | Santiago del Estero | Alfredo Terrera                     | 16 000     | 0 (nenhum)        |
| Colón              | Santa Fé              | Santa Fé            | Brigadier General Estanislao López  | 32 000     | 1 (em 2021)       |
| Defensa y Justicia | Florencio Varela      | Buenos Aires        | Norberto Tomaghello                 | 20 000     | 0 (nenhum)        |
| Estudiantes        | La Plata              | Buenos Aires        | Ciudad de La Plata                  | 53 000     | 0 (nenhum)        |
| Estudiantes        | La Plata              | Buenos Aires        | Jorge Luis Hirschi                  | 30 108     | 0 (nenhum)        |
| Gimnasia y Esgrima | La Plata              | Buenos Aires        | Juan Carmelo Zerillo                | 21 500     | 0 (nenhum)        |
| Godoy Cruz         | Godoy Cruz            | Mendoza             | Malvinas Argentinas                 | 42 000     | 0 (nenhum)        |
| Huracán            | Buenos Aires          | Capital Federal     | Tomás Adolfo Ducó                   | 48 314     | 0 (nenhum)        |
| Independiente      | Avellaneda            | Buenos Aires        | Libertadores de América             | 42 069     | 0 (nenhum)        |
| Instituto          | Córdoba               | Córdoba             | Estadio Juan Domingo Perón          | 26 000     | 0 (nenhum)        |
| Lanús              | Lanús                 | Buenos Aires        | Ciudad de Lanús - Nestor Díaz Pérez | 46 619     | 0 (nenhum)        |
| Newell's Old Boys  | Rosário               | Santa Fé            | Marcelo Bielsa                      | 42 000     | 0 (nenhum)        |
| Platense           | Vicente López         | Buenos Aires        | Ciudad de Vicente López             | 32 000     | 0 (nenhum)        |
| Racing             | Avellaneda            | Buenos Aires        | Presidente Perón                    | 51 000     | 0 (nenhum)        |
| River Plate        | Buenos Aires          | Capital Federal     | Antonio Vespucio Liberti            | 66 269     | 0 (nenhum)        |
| Rosário Central    | Rosário               | Santa Fé            | Dr. Lisandro de la Torre            | 41 465     | 0 (nenhum)        |
| San Lorenzo        | Buenos Aires          | Capital Federal     | Pedro Bidegain                      | 47 964     | 0 (nenhum)        |
| Sarmiento          | Junín                 | Buenos Aires        | Eva Perón                           | 22 000     | 0 (nenhum)        |
| Talleres           | Córdoba               | Córdoba             | Mario Alberto Kempes                | 57 000     | 0 (nenhum)        |
| Tigre              | Buenos Aires          | Capital Federal     | Coliseo de Victoria                 | 28 684     | 0 (nenhum)        |
| Unión              | Santa Fé              | Santa Fé            | 15 de Abril                         | 26 000     | 0 (nenhum)        |
| Vélez Sarsfield    | Buenos Aires          | Capital Federal     | José Amalfitani                     | 49 540     | 0 (nenhum)        |

## Fase de grupos

### Grupo A
| Pos | Equipe             | Pts | J  | V | E | D | GP | GC | SG  | Classificação                         |
| --- | ------------------ | --- | -- | - | - | - | -- | -- | --- | ------------------------------------- |
| 1   | Huracán            | 26  | 14 | 8 | 2 | 4 | 19 | 11 | +8  | Classificado para as quartas de final |
| 2   | River Plate        | 24  | 14 | 7 | 3 | 4 | 24 | 16 | +8  | Classificado para as quartas de final |
| 3   | Banfield           | 23  | 14 | 6 | 5 | 3 | 11 | 6  | +5  | Classificado para as quartas de final |
| 4   | Rosário Central    | 23  | 14 | 6 | 5 | 3 | 17 | 13 | +4  | Classificado para as quartas de final |
| 5   | Independiente      | 23  | 14 | 6 | 5 | 3 | 15 | 11 | +4  |                                       |
| 6   | Vélez Sarsfield    | 22  | 14 | 6 | 4 | 4 | 17 | 14 | +3  |                                       |
| 7   | Instituto          | 20  | 14 | 4 | 8 | 2 | 11 | 7  | +4  |                                       |
| 8   | Colón              | 20  | 14 | 6 | 2 | 6 | 19 | 17 | +2  |                                       |
| 9   | Talleres           | 17  | 14 | 4 | 5 | 5 | 15 | 15 | 0   |                                       |
| 10  | Atlético Tucumán   | 17  | 14 | 4 | 5 | 5 | 9  | 12 | −3  |                                       |
| 11  | Gimnasia y Esgrima | 15  | 14 | 4 | 3 | 7 | 13 | 21 | −8  |                                       |
| 12  | Argentinos Juniors | 14  | 14 | 3 | 5 | 6 | 19 | 23 | −4  |                                       |
| 13  | Barracas Central   | 14  | 14 | 3 | 5 | 6 | 10 | 21 | −11 |                                       |
| 14  | Arsenal de Sarandí | 13  | 14 | 3 | 4 | 7 | 10 | 15 | −5  |                                       |

#### Desempenho por rodada
Clubes que lideraram cada grupo ao final de cada rodada:
|         | 1ª  | 2ª  | 3ª  | 4ª  | 5ª  | 6ª  | 7ª  | 8ª  | 9ª  | 10ª | 11ª | 12ª | 13ª | 14ª |
| Grupo A | TAL | TAL | TAL | COL | ARG | HUR | IND | RIV | IND | RIV | RIV | RIV | RIV | HUR |

### Grupo B
| Pos | Equipe             | Pts | J  | V | E | D | GP | GC | SG | Classificação                         |
| --- | ------------------ | --- | -- | - | - | - | -- | -- | -- | ------------------------------------- |
| 1   | Racing             | 24  | 14 | 6 | 6 | 2 | 22 | 16 | +6 | Classificado para as quartas de final |
| 2   | Godoy Cruz         | 22  | 14 | 5 | 7 | 2 | 14 | 9  | +5 | Classificado para as quartas de final |
| 3   | Belgrano           | 21  | 14 | 5 | 6 | 3 | 20 | 18 | +2 | Classificado para as quartas de final |
| 4   | Platense           | 20  | 14 | 5 | 5 | 4 | 13 | 16 | −3 | Classificado para as quartas de final |
| 5   | Central Córdoba    | 19  | 14 | 5 | 4 | 5 | 11 | 14 | −3 |                                       |
| 6   | Newell's Old Boys  | 18  | 14 | 5 | 3 | 6 | 14 | 10 | +4 |                                       |
| 7   | Boca Juniors       | 18  | 14 | 5 | 3 | 6 | 17 | 16 | +1 |                                       |
| 8   | San Lorenzo        | 18  | 14 | 3 | 9 | 2 | 11 | 11 | 0  |                                       |
| 9   | Estudiantes        | 17  | 14 | 4 | 5 | 5 | 11 | 13 | −2 |                                       |
| 10  | Sarmiento          | 16  | 14 | 3 | 7 | 4 | 8  | 8  | 0  |                                       |
| 11  | Unión de Santa Fe  | 16  | 14 | 3 | 7 | 4 | 10 | 13 | −3 |                                       |
| 12  | Defensa y Justicia | 14  | 14 | 3 | 5 | 6 | 12 | 16 | −4 |                                       |
| 13  | Tigre              | 13  | 14 | 3 | 4 | 7 | 8  | 13 | −5 |                                       |
| 14  | Lanús              | 12  | 14 | 2 | 6 | 6 | 9  | 14 | −5 |                                       |

#### Desempenho por rodada
Clubes que lideraram cada grupo ao final de cada rodada:
|         | 1ª  | 2ª  | 3ª  | 4ª  | 5ª  | 6ª  | 7ª  | 8ª  | 9ª  | 10ª | 11ª | 12ª | 13ª | 14ª |
| Grupo B | BOC | NOB | NOB | NOB | RAC | RAC | RAC | BEL | BEL | BEL | BEL | GOD | GOD | RAC |

### Resultados

#### Grupo A
| Mandante \ Visitante    | ARG | ARS | ATU | BAN | BAR | COL | GLP | HUR | IND | INS | RIV | ROS | TAL | VEL |
| ----------------------- | --- | --- | --- | --- | --- | --- | --- | --- | --- | --- | --- | --- | --- | --- |
| Argentinos Juniors      | —   | —   | 2–2 | —   | —   | —   | —   | 1–2 | 0–0 | 1–2 | 3–2 | —   | 3–1 | 1–1 |
| Arsenal                 | 3–2 | —   | —   | 0–0 | —   | 1–0 | 0–0 | —   | —   | 0–1 | —   | 1–2 | —   | —   |
| Atlético Tucumán        | —   | 1–0 | —   | —   | 1–0 | —   | —   | 0–2 | 1–2 | 0–0 | —   | —   | 1–0 | —   |
| Banfield                | 0–1 | —   | 0–0 | —   | —   | 2–1 | 2–0 | —   | —   | —   | 1–1 | 3–0 | —   | —   |
| Barracas Central        | 1–1 | 2–1 | —   | 1–0 | —   | 2–1 | 1–2 | —   | —   | —   | —   | 1–1 | —   | —   |
| Colón                   | 3–1 | —   | 1–0 | —   | —   | —   | 2–0 | —   | —   | —   | 2–2 | 2–1 | 3–0 | —   |
| Gimnasia y Esgrima (LP) | 3–2 | —   | 1–2 | —   | —   | —   | —   | —   | 1–2 | —   | 1–2 | 2–1 | 0–3 | 2–1 |
| Huracán                 | —   | 1–0 | —   | 2–0 | 0–0 | 2–1 | 2–0 | —   | —   | 1–3 | —   | —   | —   | 3–0 |
| Independiente           | —   | 0–0 | —   | 0–0 | 3–0 | 0–1 | —   | 1–0 | —   | 0–0 | —   | —   | —   | 2–1 |
| Instituto               | —   | —   | —   | 0–1 | 0–0 | 3–1 | 1–1 | —   | —   | —   | —   | 0–0 | —   | 0–1 |
| River Plate             | —   | 3–1 | 1–0 | —   | 5–1 | —   | —   | 1–2 | 3–0 | 0–0 | —   | —   | 1–0 | —   |
| Rosario Central         | 3–1 | —   | 0–0 | —   | —   | —   | —   | 1–0 | 1–1 | —   | 3–1 | —   | 2–0 | 1–1 |
| Talleres (C)            | —   | 1–1 | —   | 0–0 | 4–0 | —   | —   | 2–1 | 3–2 | 0–0 | —   | —   | —   | —   |
| Vélez Sarsfield         | —   | 2–1 | 3–1 | 0–1 | 1–0 | 3–1 | —   | —   | —   | —   | 2–0 | —   | 1–1 | —   |

#### Grupo B
| Mandante \ Visitante  | BEL | BOC | CCO | DYJ | EST | GOD | LAN | NOB | PLA | RAC | SLO | SAR | TIG | UNI |
| --------------------- | --- | --- | --- | --- | --- | --- | --- | --- | --- | --- | --- | --- | --- | --- |
| Belgrano              | —   | 4–3 | 1–1 | —   | 2–1 | —   | —   | 1–1 | 3–0 | —   | —   | —   | 0–3 | 4–1 |
| Boca Juniors          | —   | —   | —   | —   | 0–0 | —   | 1–1 | 1–0 | 3–1 | —   | —   | —   | 0–1 | 2–1 |
| Central Córdoba (SdE) | —   | 0–3 | —   | 2–1 | 0–1 | —   | 0–0 | —   | 3–2 | —   | —   | —   | 1–0 | 2–0 |
| Defensa y Justicia    | 0–2 | 1–0 | —   | —   | —   | 2–2 | —   | —   | —   | 2–2 | 0–1 | 1–1 | 2–0 | —   |
| Estudiantes (LP)      | —   | —   | —   | 2–1 | —   | 0–1 | 1–1 | —   | —   | —   | 0–0 | 2–1 | —   | 1–3 |
| Godoy Cruz            | 0–0 | 1–2 | 1–0 | —   | —   | —   | —   | —   | 2–0 | 1–1 | 1–0 | —   | —   | —   |
| Lanús                 | 2–0 | —   | —   | 0–2 | —   | 2–2 | —   | —   | —   | 0–2 | 0–1 | 0–0 | 2–1 | —   |
| Newell's Old Boys     | —   | —   | 2–0 | 3–0 | 0–1 | 0–2 | 1–0 | —   | —   | —   | —   | 0–1 | —   | 1–1 |
| Platense              | —   | —   | —   | 0–0 | 2–1 | —   | 2–1 | 0–0 | —   | —   | —   | 1–0 | —   | 1–0 |
| Racing                | 4–1 | 2–1 | 1–1 | —   | 2–1 | —   | —   | 2–1 | 1–2 | —   | —   | —   | —   | —   |
| San Lorenzo           | 2–2 | 1–1 | 2–0 | —   | —   | —   | —   | 0–3 | 1–1 | 1–1 | —   | —   | —   | —   |
| Sarmiento (J)         | 0–0 | 1–0 | 0–1 | —   | —   | 0–0 | —   | —   | —   | 1–1 | 0–0 | —   | 2–0 | —   |
| Tigre                 | —   | —   | —   | —   | 0–0 | 1–0 | —   | 0–2 | 1–1 | 1–2 | 0–0 | —   | —   | —   |
| Unión                 | —   | —   | —   | 0–0 | —   | 0–0 | 0–0 | —   | —   | 1–1 | 1–1 | 1–0 | 1–0 | —   |

#### Interzonais
| Equipe 1           | Total | Equipe 2           |
| ------------------ | ----- | ------------------ |
| Tigre              | 0–0   | Vélez Sarsfield    |
| Arsenal de Sarandí | 1–0   | Defensa y Justicia |
| San Lorenzo        | 1–1   | Huracán            |
| Rosário Central    | 1–0   | Newell's Old Boys  |
| Racing             | 0–2   | Independiente      |
| Banfield           | 1–0   | Lanús              |
| Boca Juniors       | 0–2   | River Plate        |
| Colón              | 0–0   | Unión de Santa Fe  |
| Estudiantes        | 0–0   | Gimnasia y Esgrima |
| Talleres           | 0–0   | Belgrano           |
| Barracas Central   | 1–1   | Sarmiento          |
| Godoy Cruz         | 1–1   | Instituto          |
| Platense           | 0–0   | Argentinos Juniors |
| Atlético Tucumán   | 0–0   | Central Córdoba    |

## Fase final
|  | Quartas de final | Quartas de final      | Quartas de final      |                 |             | Semifinal | Semifinal | Semifinal |  |  | Final | Final    | Final |
|  |                  |                       |                       |                 |             |           |           |           |  |  |       |          |       |
|  |                  |                       |                       |                 |             |           |           |           |  |  |       |          |       |
|  |                  | Godoy Cruz (pen)      | 0 (5)                 |                 |             |           |           |           |  |  |       |          |       |
|  |                  | Banfield              | 0 (3)                 |                 |             |           |           |           |  |  |       |          |       |
|  |                  | Banfield              | 0 (3)                 |                 | Godoy Cruz  | 1 (5)     |           |           |  |  |       |          |       |
|  |                  |                       |                       |                 | Godoy Cruz  | 1 (5)     |           |           |  |  |       |          |       |
|  |                  |                       | Platense (pen)        | 1 (6)           |             |           |           |           |  |  |       |          |       |
|  |                  | Huracán               | Platense (pen)        | 1 (6)           | 1 (2)       |           |           |           |  |  |       |          |       |
|  |                  | Huracán               |                       |                 | 1 (2)       |           |           |           |  |  |       |          |       |
|  |                  | Platense (pen)        | 1 (4)                 |                 |             |           |           |           |  |  |       |          |       |
|  |                  |                       |                       |                 |             |           |           |           |  |  |       | Platense | 0     |
|  |                  |                       |                       | Rosário Central | 1           |           |           |           |  |  |       |          |       |
|  |                  | River Plate           | 2                     |                 |             |           |           |           |  |  |       |          |       |
|  |                  | Belgrano              | 1                     |                 |             |           |           |           |  |  |       |          |       |
|  |                  | Belgrano              | 1                     |                 | River Plate | 0 (0)     |           |           |  |  |       |          |       |
|  |                  |                       |                       |                 | River Plate | 0 (0)     |           |           |  |  |       |          |       |
|  |                  |                       | Rosário Central (pen) | 0 (2)           |             |           |           |           |  |  |       |          |       |
|  |                  | Racing                | Rosário Central (pen) | 0 (2)           | 2 (6)       |           |           |           |  |  |       |          |       |
|  |                  | Racing                |                       |                 | 2 (6)       |           |           |           |  |  |       |          |       |
|  |                  | Rosário Central (pen) | 2 (7)                 |                 |             |           |           |           |  |  |       |          |       |

### Final
| 16 de dezembro | Rosário Central | 1 - 0 | Platense | Estádio Único Madre de Ciudades, Santiago del Estero |
| 21:00 (UTC−3)  |                 |       |          |                                                      |

## Estatísticas
- Atualizado até 26 de outubro de 2023

| Pos | Jogador         | Clube              | Gols |
| --- | --------------- | ------------------ | ---- |
| 1   | Luciano Gondou  | Argentinos Juniors | 7    |
| 1   | Lucas Passerini | Belgrano           | 7    |
| 3   | Matías Cóccaro  | Huracán            | 6    |
| 3   | Miguel Borja    | River Plate        | 6    |
| 3   | Adam Bareiro    | San Lorenzo        | 6    |
| 6   | Santiago Castro | Vélez Sarsfield    | 5    |

| Fonte: AFA — LPF — Olé — Marca — ESPN |

| Pos | Jogador           | Clube            | Total |
| --- | ----------------- | ---------------- | ----- |
| 1   | Ulises Sánchez    | Belgrano         | 5     |
| 2   | Agustín Ocampo    | Platense         | 4     |
| 3   | Iván Tapia        | Barracas Central | 3     |
| 3   | Exequiel Zeballos | Boca Juniors     | 3     |
| 3   | Adrián Martínez   | Instituto        | 3     |
| 3   | Agustín Almendra  | Racing           | 3     |
| 3   | Ignacio Fernández | River Plate      | 3     |
| 3   | Claudio Aquino    | Vélez Sarsfield  | 3     |

| Fonte: AFA — Marca — ESPN |

## Premiação
| Copa da Liga Profissional de 2023   |
| ----------------------------------- |
| Rosário Central Campeão (1º título) |